# Nike Sibande
Nike Sibande (Indianapolis, Indiana; 6 de junio de 1999) es un baloncestista estadounidense que pertenece a la plantilla del Niners Chemnitz de la Basketball Bundesliga alemana. Con 1,93 metros de estatura, juega en la posición de escolta. 

## Trayectoria deportiva

### Universidad
Jugó tres temporadas con los RedHawks de la Universidad Miami en Ohio, en las que promedió 15,1 puntos, 5,1 rebotes y 1,4 asistencias por partido, En su primera temporada fue elegido freshman del año de la Mid-American Conference e incluido en el mejor quinteto de novatos, tras liderar a su equipo en anotación, con 15,1 puntos por encuentro.
Al término de su temporada junior fue transferido a los Pittsburgh de la Universidad de Pittsburgh, donde tras aparecer en solo 14 partidos en su primera temporada, sufrió un desgarro del ligamento cruzado anterior que le hizo prederse la temporada siguiente completa, y se acogió a la temporada extra que permitió la NCAA a causa de la pandemia de COVID-19. En esa última temporada promedió 8,4 puntos y 4,1 rebortes por partido, y fue elegido mejor sexto hombre de la Atlantic Coast Conference.

#### Estadísticas
| Año     | Equipo       | PJ       | PT       | MPP      | %TC      | %3P      | %TL      | RPP      | APP      | ROB      | TPP      | PPP      |
| ------- | ------------ | -------- | -------- | -------- | -------- | -------- | -------- | -------- | -------- | -------- | -------- | -------- |
| 2017–18 | Miami (Ohio) | 34       | 33       | 32.9     | .414     | .350     | .733     | 4.3      | 1.2      | 1.1      | .1       | 15.1     |
| 2018–19 | Miami (Ohio) | 32       | 31       | 30.0     | .394     | .329     | .696     | 5.1      | 1.2      | .8       | .4       | 16.1     |
| 2019–20 | Miami (Ohio) | 31       | 30       | 28.7     | .440     | .320     | .820     | 5.9      | 1.7      | .8       | .1       | 13.9     |
| 2020–21 | Pittsburgh   | 14       | 8        | 19.8     | .415     | .436     | .571     | 3.0      | 1.5      | .3       | .1       | 6.9      |
| 2021–22 | Pittsburgh   | Redshirt | Redshirt | Redshirt | Redshirt | Redshirt | Redshirt | Redshirt | Redshirt | Redshirt | Redshirt | Redshirt |
| 2022–23 | Pittsburgh   | 36       | 2        | 22.5     | .432     | .347     | .746     | 4.1      | 1.2      | .5       | .2       | 8.4      |
| Total   | Total        | 147      | 104      | 27.6     | .417     | .343     | .739     | 4.6      | 1.3      | .8       | .2       | 12.7     |

### Profesional
Tras no ser elegido en el Draft de la NBA de 2023, disputó las Ligas de Verano de la NBA con los Dallas Mavericks. El 21 de agosto firmó su primer contrato profesional, con el Joensuun Kataja de la Korisliiga finlandesa. Jugó doce partidos en liga, en los que promedió 22,6 puntos y 8,9 rebotes.
El 23 de dciembre tras romper relación con el equipo finés, fichó por el Maroussi BC de la A1 Ethniki griega, donde solo disputó cuatro partidos, en los que promedió 5,0 puntos y 1,0 rebotes, antes de ser cortado.
El 26 de enero de 2024, fichó por el Merkezefendi Belediyesi de la BSL turca, donde firmó 14.7 puntos y 4 rebotes en 12 partidos.
El 1 de julio de 2024, firma por el Bàsquet Girona de la Liga Endesa.
El 1 de abril de 2025 fichó por el Darüşşafaka de la Basketbol Süper Ligi (BSL) turca.
El 26 de julio de 2025 fichó por el Niners Chemnitz de la Basketball Bundesliga alemana.